# Alisher Burkhanovich Usmanov
Alisher Burkhanovich Usmanov (tiếng Uzbek: Alisher Usmonov, Алишер Бурханович Усмонов) (sinh ngày 9 tháng 9 năm 1953) là một đại doanh nhân người Nga gốc Uzbek. Theo dữ liệu của Forbes vào tháng 3 năm 2013, nhà tỷ phú Usmanov là người giàu có nhất nước Nga, với tài sản khoảng chừng $17.6 tỷ, là người giàu thứ 34 trên thế giới. Theo tài liệu trong tháng 12 năm 2013 của Bloomberg, ông có khoảng $19.6 tỷ, người giàu thứ 37 trên thế giới. Vào tháng 4 năm 2013, tờ Sunday Times xếp ông vào hạng giàu nhất tại Anh Quốc qua mặt ông Lakshmi Mittal. 

Ông làm giàu nhờ những buôn bán về kim loại, về hầm mỏ, và các đầu tư khác, là cổ đông chính tại Metalloinvest, một tập đoàn kỹ nghệ Nga, được nhập lại vào năm 2006 từ JSC METALLOINVEST (the Mikhailovsky GOK and the Ural Steel) với Gazmetall JSC (the Lebedinsky GOK and the Oskol Electrometallurgical Plant).

Ông cũng làm chủ nhà xuất bản Kommersant. Usmanov cũng cùng là chủ tập đoàn cung cấp dịch vụ điện thoại di động lớn thứ hai Nga MegaFon, và hãng Mail.ru, hãng Internet lớn nhất trong khu vực nói tiếng Nga, mà có phần hùn vào những trang mạng lớn như Odnoklassniki, Vkontakte.

Vào năm 2013, Usmanov được nói tới là đã đầu tư $100 triệu vào hãng Apple.

Usmanov cũng là cổ đông chính của đội đá banh Arsenal . Vào tháng 2 năm 2008, hãng Metalloinvest của ông ta cũng đỡ đầu cho đội Dinamo Moskva.

## Tiểu sử
Usmanov sinh ra ở Uzbekistan tại tỉnh Chust nhưng lớn lên ở thủ đô Tashkent nơi cha ông làm việc như là một công tố viên. Với dự định theo đuổi nghề nghiệp của một nhà ngoại giao, ông chuyển đến Planning to pursue a career of a diplomat, he later moved to Moskva và theo học tại Viện Quan hệ Quốc tế Moskva, tốt nghiệp ở đó về ngành luật Quốc tế.